# Carlos Enrique Díaz de León

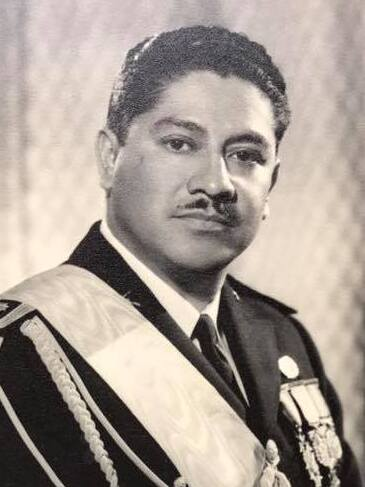
Carlos Enrique Díaz de León

Carlos Enrique Díaz de León (* 1915; † 2014) war ein guatemalanischer Oberst. Er war von 27. bis 28. Juni 1954 Präsident von Guatemala.

## Karriere
Carlos Enrique Díaz war ein Freund und der Nachfolger von Jacobo Árbenz Guzmán. Im Rahmen der Operation PBSUCCESS vermittelte Óscar Osorio Hernández Ende Juni 1954 bei Verhandlungen mit John Emil Peurifoy, die zur Ablösung von Carlos Enrique Díaz de León durch Carlos Castillo Armas führten. Zum Ende seiner Präsidentschaft schloss sich Díaz de León einer Militärjunta an, die von Elfego Hernán Monzón Aguirre geführt wurde.